# Robot Hive/Exodus
Albums de Clutch
Blast Tyrant
(2004) From Beale Street to Oblivion
(2007)
Robot Hive/Exodus est le septième album du groupe américain de stoner rock Clutch, publié le 21 juin 2005, par DRT Entertainment.

## Liste des chansons
Toutes les chansons sont écrites et composées par Clutch.
| No  | Titre                                              | Durée |
| --- | -------------------------------------------------- | ----- |
| 1.  | The Incomparable Mr. Flannery                      | 3:34  |
| 2.  | Burning Beard                                      | 4:00  |
| 3.  | Gullah                                             | 4:24  |
| 4.  | Mice and Gods                                      | 3:55  |
| 5.  | Pulaski Skyway                                     | 4:09  |
| 6.  | Never Be Moved                                     | 4:04  |
| 7.  | 10001110101                                        | 5:00  |
| 8.  | Small Upsetters                                    | 2:38  |
| 9.  | Circus Maximus                                     | 3:42  |
| 10. | Tripping the Alarm                                 | 2:25  |
| 11. | 10,000 Witnesses                                   | 3:29  |
| 12. | Land of Pleasant Living                            | 4:06  |
| 13. | Gravel Road (paroles de Mississippi Fred McDowell) | 5:18  |
| 14. | Who's Been Talking? (paroles de Chester Burnett)   | 3:46  |
| 15. | Slow Hole to China                                 | 3:20  |